# Сяо Фанчжи
Сяо Фанчжи (кит. трад.: 蕭方智; піньїнь: Xiao Fangzhi; 543-558) — останній імператор Лян з Південних династій.

## Життєпис
Був останнім з живих синів Сяо Ї. Імператором його проголосив генерал Чень Басянь 555 року, втім 557 року він же змусив Сяо Фанчжи зректись престолу. Таким чином династія Лян припинила своє існування, їй на зміну прийшла нова — Чень. 558 року Сяо Фанчжи був убитий за наказом Чень Басяня.